# 仙台市立西山中学校
仙台市立西山中学校（せんだいしりつ にしやまちゅうがっこう）は、宮城県仙台市宮城野区燕沢二丁目にある公立中学校である。また部活動が盛んでもある。

## 沿革
- 1986年（昭和61年）4月1日 - 仙台市立東仙台中学校、仙台市立鶴谷中学校、仙台市立幸町中学校から分離開校

## 学区
- 西山、枡江、燕沢、鶴谷東小学校学区

## 部活動
- 運動部
  - 野球(男)、サッカー(男)、バスケットボール(男女)、陸上(男女)、剣道(男女)、ソフトテニス(男女)、卓球(男女)、バドミントン(男女)、バレーボール(女)、シーズンスポーツ(水泳のみ・男女)
- 文化部
  - 吹奏楽、美術部、科学、ボランティア(科学部と共同活動)